# Distretto di Żyrardów
Il distretto di Żyrardów (in polacco powiat żyrardowski) è un distretto polacco appartenente al voivodato della Masovia.

## Geografia antropica

### Suddivisioni amministrative
Il distretto comprende 5 comuni.
- Comuni urbani: Żyrardów
- Comuni urbano-rurali: Mszczonów, Wiskitki
- Comuni rurali: Puszcza Mariańska, Radziejowice